# Concerto cho violin số 2 (Bach)
Concerto cho vĩ cầm cung Mi trưởng, BWV 1042, được sáng tác bởi nhà soạn nhạc Johann Sebastian Bach là một bản concerto dựa trên mô hình concerto ba chương theo phong cách người Venice, mặc dù tác phẩm có một vài đặc điểm khác thường vì mỗi chương của tác phẩm đều có "đặc điểm không phải của Ý". Tác phẩm được viết chính cho violin, dàn nhạc dây và bè trầm liên tục. Dưới đây là danh sách ba chương nhạc:
1. Allegro, nhịp 4
4, tiết tấu ritornello cung Mi trưởng
2. Adagio, nhịp 3
4, với ground bass cung Đô thăng thứ
3. Allegro assai, nhịp 3
8, với cấu trúc tổng thể theo rondo cung Mi trưởng

Mặc dù xuất hiện hai bản nhạc giống nhau tồn tại trong thế kỷ 18 mà không có chữ ký của ông, Bach đã sử dụng lại bản concerto làm mẫu cho Bản hòa tấu Harpsichord cung Rê trưởng, BWV 1054, được tìm thấy trong bản thảo có chữ ký của ông vào năm 1737 đến 1739 về những tác phẩm này. Bản concerto này được cho là ông viết khi đang làm việc cho triều đình Köthen hoặc khi Bach ở Leipzig.